# Serranus
Serranus è un genere di pesci appartenenti alla famiglia dei Serranidi.

## Specie
- Serranus accraensis (Norman, 1931)
- Serranus aequidens Gilbert, 1890
- Serranus africanus (Cadenat, 1960)
- Serranus annularis (Günther, 1880)
- Serranus atricauda Günther, 1874
- Serranus atrobranchus (Cuvier in Cuvier & Valenciennes, 1829)
- Serranus baldwini (Evermann & Marsh, 1899)
- Serranus cabrilla (Linnaeus, 1758)
- Serranus chionaraia Robins & Starck, 1961
- Serranus flaviventris (Cuvier in Cuvier & Valenciennes, 1829)
- Serranus hepatus (Linnaeus, 1758)
- Serranus heterurus (Cadenat, 1937)
- Serranus huascarii Steindachner, 1900
- Serranus luciopercanus Poey, 1852
- Serranus maytagi Robins & Starck, 1961
- Serranus notospilus Longley, 1935
- Serranus novemcinctus Kner, 1864
- Serranus phoebe Poey, 1851
- Serranus psittacinus Valenciennes, 1846
- Serranus sanctaehelenae Boulenger, 1895
- Serranus scriba (Linnaeus, 1758)
- Serranus socorroensis Allen & Robertson, 1992
- Serranus stilbostigma (Jordan & Bollman, 1890)
- Serranus subligarius (Cope, 1870)
- Serranus tabacarius (Cuvier in Cuvier & Valenciennes, 1829)
- Serranus tigrinus (Bloch, 1790)
- Serranus tortugarum Longley, 1935